# Osceola (Nebraska)
Osceola é uma cidade localizada no estado americano de Nebraska, no Condado de Polk.

## Demografia
Segundo o censo americano de 2000, a sua população era de 921 habitantes.
Em 2006, foi estimada uma população de 888, um decréscimo de 33 (-3.6%).

## Geografia
De acordo com o United States Census Bureau, a localidade tem uma área de 2,3 km², sem área coberta por água. Osceola localiza-se a aproximadamente 248 m acima do nível do mar.

## Localidades na vizinhança
O diagrama seguinte representa as localidades num raio de 24 km ao redor de Osceola.